# Zbór Ewangelickiego Kościoła Czeskobraterskiego w Suchdole nad Odrou
Zbór Ewangelickiego Kościoła Czeskobraterskiego w Suchdole nad Odrou – zbór (parafia) ewangelicka w Suchdole nad Odrou, należąca do senioratu morawskośląskiego Ewangelickiego Kościoła Czeskobraterskiego, w kraju morawsko-śląskim, w Czechach.

## Historia
Miejscowość Suchdol posiada długą tradycję protestantyzmu już od czasów XV-wiecznego husytyzmu, ale od XVI wieku zdominowaną przez niemieckosudeckich mieszkańców miasta wyznania luterańskiego. Początek obecnego czeskobraterskiego zboru przypisuje się przybyciu 7 rodzin pochodzenia czeskiego z położonego w Polsce Zelowa w 1925 roku. Społeczność ta została wysiedlona przez III Rzeszą po aneksji w 1938 roku. Po wojnie i wymianie ludności na czeską nowy zbór powstał w 1947 roku z siedzibą w skonfiskowanym przez władzę czechosłowacką budynek kościoła dawnego Niemieckiego Kościoła Ewangelickiego w Czechach, na Morawach i na Śląsku. Zbór zakupił budynek na własność w 2008 roku.